# Jacqueline de Gier
Jacqueline de Gier (Den Haag, 1961) is een Nederlandse journalist.
Ze is een dochter van Bettina en Jacques de Gier. Haar vader werd ook wel Koos genoemd, hij was internationaal actief als cameraman. Werkend onder andere voor het Britse nieuwsagentschap Visnews, filmde hij de Israëlische invasie in Gaza in 1967, waarvan hij de 'scoop' had.
Jacqueline de Gier studeerde Engels en filosofie aan de Universiteit van Londen. Haar werk verscheen wereldwijd, onder meer in The Sunday Times, New Society, The Guardian, The Independent, The Correspondent Magazine, Haagse Post, Intermagazine en Cornucopia. Ze schrijft regelmatig voor Elsevier, is correspondent in Istanboel en heeft zich een aantal jaren verdiept in Turkije.
Ze reisde als oorlogscorrespondent naar roerige en onveilige gebieden en interviewde er mensen die geschiedenis schreven. Commandante Zero (Eden Pastora) zocht ze in 1984 op in Nicaragua. In Beiroet sprak ze tweemaal met generaal Michel Aoun de eerste keer in september 1988 nadat hij interim-president was geworden na het vertrek van Amin Gemayel. Ze logeerde in zijn bunker. Abdullah Öcalan, interviewde ze uitgebreid vóór zijn arrestatie in 1999. Voor de documentaire van Bregtje van der Haak over de dagelijkse realiteit van werkende vrouwen in de Saoedische samenleving (2005), deed ze research en verzorgde de vertaling van gesprekken uit het Arabisch.
De Gier was vijftien jaar getrouwd met fotograaf Christopher Steele-Perkins (1947) tot het einde van de vorige eeuw. Met hem maakte ze reizen en adopteerde ze twee kinderen (geboren 1991 en 1993). Ze woonde toen in Londen en de Schotse Hooglanden. Op 16 juni 1991 was ze zomergast van Peter van Ingen.

## Publicaties
- Ali en de Wailers 1990, ISBN 9035108442
- Beschaving of vernis? 2002, met Mark Blaisse (1952) ISBN 9080634824
- Hoping for Battle